# Kamimuria crocea
Kamimuria crocea är en bäcksländeart som beskrevs av Harper 1976. Kamimuria crocea ingår i släktet Kamimuria och familjen jättebäcksländor. Inga underarter finns listade i Catalogue of Life.